# Greg Weisman
Pour les articles homonymes, voir Weisman.
Greg Weisman, né le 28 septembre 1963, est un romancier américain, scénariste de comics books et réalisateur d'animation. Il est surtout connu comme le cocréateur et producteur de Young Justice et le cocréateur (non-crédité) de Gargoyles, les anges de la nuit. En outre, Weisman a écrit le scénario pour DC Showcase: Green Arrow, un court métrage d'animation qui est inclus sur le DVD du film, Superman/Batman: Apocalypse.

## Biographie

### Début de carrière
Weisman est un ancien professeur en composition et écriture anglaise et reçoit un baccalauréat de l'université Stanford et un master de l'université du Sud de la Californie (USC). Entre l'université et l'école supérieure, Weisman travaille dans l'équipe du département éditorial de DC Comics, tout en coécrivant Captain Atom avec Cary Bates. Lors d'une interview réalisée pendant la Comic-Con International 2010, Weisman révéle, qu'à l'âge de 22 ans, il écrit quatre numéros d'une mini-série de DC Comics mettant en vedette la super-heroïne Black Canary. Le premier numéro de la série est dessiné, mais le projet est finalement abandonné : le personnage avait déjà été utilisé par l'écrivain et artiste Mike Grell dans la série Green Arrow: The Longbow Hunters. Des éléments de cet ancien projet sont utilisés pour son court métrage DC Showcase: Green Arrow,.

### Animation
Après ses études, Weisman travaille comme responsable du développement chez Disney. Tout en travaillant pour Disney, Weisman lance une première version sur le ton de la comédie-aventure de la série télévisée Gargoyles pour le président de Disney, Michael Eisner. Finalement, l'idée de départ de Weisman pour cette série est modifiée. Le dessin animé devint en grande partie comique, avec des séquences animées d'action dramatique, et la série est produite en syndication. Bien que Weisman ne soit pas crédité au générique de Gargoyles, Weisman se décrit sur son site comme l'un des « créateurs » de la série. Diffusée en syndication durant 65 épisodes, Gargoyles est repris plus tard par ABC pour 13 épisodes. Weisman est crédité en tant que coproducteur de Gargoyles à partir de l'épisode 6, et en tant que superviseur de la production pour une grande partie de la seconde saison. Cependant, il se dissocie de lui-même de la série à la troisième saison.
Les autres travaux de Weisman pour la télévision incluent la supervision de la première saison de Max Steel, la deuxième saison de W. I. T. C. H., ainsi que les deux saisons de The Spectacular Spider-Man et les deux saisons de La Ligue des justiciers : Nouvelle Génération (Young Justice). Weisman écrit également des épisodes pour de nombreuses séries animées, comprenant les Men in Black: La Série, Roughnecks: Starship Troopers Chronicles, et Kim Possible. Weisman réalise des doublages à l'occasion, il prête ainsi sa voix à Donald Menken sur The Spectacular Spider-Man et à Lucas « Snapper » Carr sur Young Justice.
Il dirige également en 2001 la localisation linguistique de la série d'OAV de 3×3 Eyes (1991-1996). Il reprend les doubleurs qui avaient déjà travaillé avec lui sur Gargoyles et sur d'autres séries. Des clins d’œil à Gargoyles sont inclus dans la série d'OAV : un sans-abri chantonne le thème de Gargoyles et un personnage dit « Qu'est-ce qui a pu faire ces marques de griffes dans cette pierre ? ».
En 2014, Greg Weisman est le producteur exécutif de la série d'animation Star Wars Rebels, aux côtés de Dave Filoni et Simon Kinberg, mais il quitte la série à la fin de la première saison.
Weisman est connu pour participer à des forums en ligne avec des fans de Gargoyles. Le 7 novembre 2016, il est signalé que Weisman serait de retour dans la prochaine reprise de la série Young Justice, aux côtés de Brandon Vietti.

### Comics books
Weisman continue aussi d'écrire pour les comics, incluant des suites dans la continuité des séries télévisées de Gargoyles et Young Justice. Il écrit aussi une parodie de Gargoyles et de Captain Atom dans JLA Showcase no 1.
Pendant son passage sur la franchise Star Wars, Weisman écrit la mini-série Star Wars: Kanan pour Lucasfilm et Marvel Comics. De 2015 à 2016, il écrit la série de super-héros, Starbrand & Nightmask, qui dure six numéros.

### Romans
Après avoir quitté Disney en 1996, il passe deux ans chez DreamWorks, où il crée et développe une nouvelle série télévisée intitulée Rain of the Ghosts. La série est stoppée au cours de son développement, Weisman en rachete les droits pour la transformer en une série de romans. Le premier livre, intitulé Rain of the Ghosts, est sorti en 2013. Le deuxième livre Spirits of Ash and Foam, suivi en 2014. Weisman annonce que le troisième livre est intitulé Masque of Bones. En 2015, Weisman lance une campagne KickStarter de crowdfunding pour récolter 43 000 $ dans le but de financer la version radiophonique intégrale de Rain of the Ghosts. Le projet atteint les 100 % de financement à moins d'un mois[source insuffisante], la collecte est de 54 022 $ (25 % de plus que l'objectif prévu) soutenu par 512 promesses de dons.
En 2016, Weisman publie un roman pour enfants dans l'univers de World of Warcraft intitulé World of Warcraft: Traveler. Sa suite, World of Warcraft: Traveler – The Spiral Path, sort en 2018. Les deux tomes sont traduits par Emmanuelle Urien et sortent aux éditions Bayard Jeunesse en 2018 et 2019.
Weisman publie une nouvelle série dans l'univers de Magic : L'Assemblée en 2019 : La Guerre de l'étincelle (War of the Spark). Deux tomes sortent en 2019. Le premier tome Ravnica est publié par l'éditeur Castelmore et en version poche chez Bragelonne en 2019.

## Publications

### Comics

#### DC Comics
- 1986 : All-Star Squadron no 63-64 : éditeur
- 1986 - 1987 : Who's Who: The Definitive Directory of the DC Universe no 16-26 : scénariste
- 1987 - 1988 : Secret Origins no 17-23 : éditeur
- 1987 - 1991 : Captain Atom no 10-50 : scénariste
- 1988 : Young All-Stars no 8-9 : éditeur
- 2011 - 2013 : Young Justice no 0, no 7-25 : scénariste (avec Kevin Hopps)
- 2017 : The Fall and Rise of Captain Atom no 1-6 : scénariste (avec Cary Bates)
- 2019 : Young Justice: Outsiders
- 2022 : Young Justice: Targets

#### Marvel Comics
- 2015 - 2016 : Star Wars: Kanan : scénariste
- 2016 : Starbrand & Nightmask : scénariste
- 2024 : The Spectacular Spider-Men

### Romans
- 2013 : (en)Rain of the Ghosts  (ISBN 978-1-2500-2979-9)
- 2014 : (en) Spirits of Ash and Foam  (ISBN 978-1-2500-2982-9)
- 2016 : (en) World of Warcraft: Traveler  (ISBN 978-0-5459-0667-8)
  - Greg Weisman (trad. Emmanuelle Urien), World of Warcraft, t. 1 : Traveler, Bayard Jeunesse, 7 mars 2018, 496 p. (ISBN 978-2 7470-8205 1)
- 2018 : (en) World of Warcraft: Traveler – The Spiral Path  (ISBN 978-1-3380-2937-6)
  - Greg Weisman (trad. Emmanuelle Urien), World of Warcraft, t. 2 : Les Chemins d'eau et de feu, Bayard Jeunesse, 9 janvier 2019, 560 p. (ISBN 978-2 7470 8206 8)
- 2019 : (en) War of the Spark: Ravnica  (ISBN 978-1-9848-1745-7)
  - Greg Weisman (trad. Sébastien Baert), Magic : The Gathering - La Guerre de l'étincelle, t. 1 : Ravnica, Castelmore, 3 juillet 2019, 475 p. (ISBN 978-2 3623-1681 4)
- 2019 : (en) War of the Spark: Forsaken  (ISBN 978-1-9848-1794-5)
  - Greg Weisman (trad. Sébastien Baert), Magic : The Gathering - La Guerre de l'étincelle, t. 2 : Forsaken, Bragelonne, 8 juillet 2020, 512 p. (ISBN 979-10-281-1764-1)

## Filmographie

### Film
- 2003 : Les Énigmes de l'Atlantide (Atlantis: Milo's Return)
- 2003 : Bionicle : Le Masque de Lumière (Bionicle: Mask of Light) : scénariste
- 2010 : DC Showcase: Green Arrow : scénariste
- 2022 : Catwoman: Hunted

### Télévision
- 1988 : Jem et les Hologrammes : La guerre des vidéos (Video Wars) Saison 3, épisode 3)
- 1998 - 1999 : Men in Black: La Série
  - L'Affaire du rêve de J (The Elle of My Dreams Syndrome) (Saison 1, épisode 11, 1998)
  - L'Affaire de la vengeance des punaises (The Big Bad Bug Syndrome) (Saison 2, épisode 5, 1998)
  - L'Affaire des acteurs extra-terrestres (The Star System Syndrome) (Saison 2, épisode 12, 1999)
  - L'Affaire de la lentille (The Black Guard Syndrome) (coécrit avec son frère, Jon Weisman) (Saison 2, épisode 13, 1999)
- 1999 : Rusty le robot : La Mission d'Argo (Out of Whack) Saison 1, épisode 2)
- 2001 : Les Aventures de Buzz l'Éclair : Les Clones (The Clone Rangers) (Saison 1, épisode 31) et Liberté pour 57 (Star Crossed) Saison 1, épisode 37)
- 2000 : Max Steel : Les ombres (Shadows) Saison 1, épisode 3)
- 1999 - 2000 : Roughnecks: Starship Troopers Chronicles : Liquid Dreams (Saison 1, épisode 19) et Funeral for a Friend (Saison 1, épisode 36)
- 2003 - 2007 : Kim Possible : Une journée très chargée (Queen Bebe) (Saison 2, épisode 19) et Grand frère (Big Bother) (Saison 4, épisode 9)
- 2004 - 2005 : Mega Robot Super Singes Hyperforce Go ! : The Circus of Ooze (Saison 1, épisode 12) et The Hunt for The Citadel of Bone (Saison 2, épisode 8)
- 2004 - 2006 : The Batman
  - Le Grand Frisson (The Big Chill) Saison 1, épisode 5, 2004)
  - La Face caoutchouteuse de la comédie [1/2] (The Rubber Face of Comedy Part 1) (Saison 1, épisode 12, 2005)
  - La Face d'argile de la tragédie [2/2] (The Clayface of Tragedy Part 2) Saison 1, épisode 13, 2005)
  - Point de non-retour (Meltdown) (Saison 2, épisode 6, 2005)
  - Le Joker à l'opéra (Strange Minds) (Saison 2, épisode 10, 2005)
  - L'Homme exponentiel (The Everywhere Man) (Saison 4, épisode 4, 2006)
  - À la découverte de la batcave (Artifacts) (Saison 4, épisode 7, 2006)
- 2006 - 2007 : Ben 10
  - Retour dans le futur (Ben 10 000) Saison 3, épisode 1, 2006)
  - Le Secret de la momie (Under Wraps) (Saison 3, épisode 8, 2006)
  - Ken 10 (Ken 10) (Saison 4, épisode 7, 2007)
- 2007 : Legion of Super Heroes : L'Homme du futur, partie 2 (Man From the Edge of Tomorrow, Part 2) (Saison 2, épisode 2)
- 2009 - 2011 : Batman : L'Alliance des héros
  - La Course à la mort vers l'oubli ! (Death Race to Oblivion!) (Saison 2, épisode 3, 2009)
  - Trois Flash valent mieux qu'un ! (Requiem for a Scarlet Speedster!) (Saison 2, épisode 15, 2010)
  - Dénué de pouvoir (Powerless!) (base du scénario seulement)[11] Saison 3, épisode 10, 2011)
- 2013 : Transformers: Prime : Plus One (Saison 3, épisode 7)
- 2014 : Beware the Batman : Les Monstres (Monsters) (Saison 1, épisode 17)
- 2014-2015 : Star Wars Rebels
- 2015 : Teenage Mutant Ninja Turtles : Les yeux de la Chimère (Eyes of the Chimera) (Saison 3, épisode 7)
- 2016-2017 : Shimmer and Shine